# Ľubovec
Ľubovec est un village de Slovaquie situé dans la région de Prešov.

## Histoire
Première mention écrite du village en 1337.

## Démographie

### Évolution de la population
| Année:               | 1994. | 2004.   | 2014.   | 2024.   |
| -------------------- | ----- | ------- | ------- | ------- |
| Nombre de personnes: | 499   | 513     | 501     | 525     |
| Différence:          |       | +2,80 % | -2,33 % | +4,79 % |

| Année:               | 2023. | 2024.   |
| -------------------- | ----- | ------- |
| Nombre de personnes: | 514   | 525     |
| Différence:          |       | +2,14 % |

## Personnalités
- Pavol Peter Gojdič (1888-1960), religieux slovaque de l'Ordre basilien de saint Josaphat, évêque de l'Église grecque-catholique